# Арасланово (Башкортостан)
Арасла́ново (баш. Арыҫлан) — деревня в Мелеузовском районе Башкортостана, входит в состав Араслановского сельсовета.

## Географическое положение
Находится на левом берегу реки Нугуш.
Расстояние до:
- районного центра (Мелеуз): 14 км,
- центра сельсовета (Смаково): 3 км,
- ближайшей ж/д станции (Мелеуз): 14 км.

## История
Деревня Арсланово (Танып) — одно из коренных поселений Бушман-Кипчакской волости. Носит имя Арслана-батыра Аккулова, отца выдающегося сподвижника Пугачева Кинзи Арсланова. Известно по источникам, что от имени башкир Ногайской дороги в 1708—1722 гг. он написал прошения о наказании прибыльщиков Андрея Жихарева и Михаила Дорохова, вводивших 72 новых налога, и прибывшего в Башкирию казанского комиссара Александра Сергеева за злоупотребления и насилия над местным населением.
На карте 1786 г. на правом берегу р. Белая показана д. Аккулово. Думается, что первоначально д. Арсланово так и называлась по имени деда Кинзи. Затем жители ее перешли на новое место по р. Нугуш. В 1795 г. в деревне было 16 дворов с населением 91 человек. Через 64 года в каждом из 34 дворов жили 7,2 человека. В 1920 г. в 78 дворах насчитывали 372 человека.
В 1842 г. на 160 человек засевали озимого хлеба — 296, ярового - 2336 пудов. У них было лошадей — 208, рогатого скота — 130, овец — 32, коз — 3 головы. Вся деревня имела 73 улья.
Араслановский сельский Совет возник на общих основаниях в 1919 году с первых дней установления советской власти в Республике Башкортостан. Первоначально деятельность сельского Совета была направлена на укрепление советской власти на местах, проведение продразверстки, продналога и т.д. Начиная с 1924 года функции сельского Совета были расширены, сельсовет стал заниматься вопросами культуры, народного образования, сельского хозяйства.

## Население
| 2002 | 2009 | 2010 |
| ---- | ---- | ---- |
| 141  | ↗181 | ↘159 |

Национальный состав
Согласно переписи 2002 года, преобладающая национальность — башкиры (98 %).

## Известные уроженцы
- Буляков, Динис Мударисович (1944—1995) — башкирский писатель и общественный деятель, лауреат республиканской премии имени Салавата Юлаева (1993), председатель правления Союза писателей Башкортостана (1988—1995)
- Кинзя Арсланов (1723—1774) — башкирский старшина Бушман-Кипчакской волости Ногайской дороги Оренбургской провинции[1], один из руководителей Крестьянской войны 1773—1775 годов из башкир, повстанец. Потомок тархана Бушман-Кыпчакской волости Арслана Аккулова.

1. 1 2  Всероссийская перепись населения 2010 года. Численность населения по населённым пунктам Республики Башкортостан
2. ↑  Административно-территориальное устройство Республики Башкортостан: Справочник / Сост. Р. Ф. Хабиров. — Уфа: Белая Река, 2007. — 416 с. — 10 000 экз. — ISBN 978-5-87691-038-7.
3. 1 2  Единый электронный справочник муниципальных районов Республики Башкортостан ВПН-2002 и 2009
4. ↑  Единый электронный справочник муниципальных районов Республики Башкортостан ВПН-2002 и 2009